# 蒲城站
蒲城站，位于中华人民共和国陕西省渭南市蒲城县城关街道杜家村，是西延铁路上的火车站，建于1974年，由中国铁路西安局集团管辖。目前客运不办理行李和包裹业务，货运仅办理铁路专用线业务。

## 歷史
- 建于1974年。

## 車站周邊
- 杜家小学
- 雏鹰学校
- 东槐院小学
- 西安局集团延安工务段

## 外部連結
- 中国铁路客户服务中心 （页面存档备份，存于）